# Cheirostylis malipoensis
Cheirostylis malipoensis är en orkidéart som beskrevs av Xiao Hua Jin och Sing Chi Chen. Cheirostylis malipoensis ingår i släktet Cheirostylis och familjen orkidéer. Inga underarter finns listade i Catalogue of Life.